# 기후변화와 정치
기후변화의 정치는 기후변화에 대응하는 방법에 대한 다양한 관점으로부터 비롯된다. 기후 위기는 인간의 경제 활동, 특히 화석 연료의 연소, 시멘트 및 철강 생산과 같은 특정 산업, 농업과 임업을 위한 토지 사용으로 인한 온실가스 배출로 인해 주로 발생한다. 산업혁명 이후 화석 연료는 경제 및 기술 발전의 주요 에너지원을 제공해 왔다. 화석 연료 및 기타 탄소 집약적 산업의 중심성 때문에 기후 친화적 정책이 필요하다는 광범위한 과학적 합의에도 불구하고 기후 친화적 정책에 대한 많은 반발이 있다.
기후변화는 1970년대에 처음 정치적 쟁점으로 등장했다. 기후변화를 완화하기 위한 노력은 1990년대 이후 국제 정치 의제에서 두드러지게 나타났으며, 국가 및 지역 차원에서도 점점 더 많이 다루어지고 있다. 기후변화는 복잡한 전세계적 문제이다. 온실가스 배출은 배출의 출처에 관계없이 전 세계적으로 기후 위기에 기여한다. 그러나 기후 위기의 영향은 지역이나 경제가 그 영향에 얼마나 취약한지에 따라 크게 달라진다. 기후 위기는 전반적으로 부정적인 영향을 미치고 있으며, 이는 기온이 상승함에 따라 더욱 악화될 것으로 예상된다. 화석 연료와 재생 에너지원 모두의 혜택을 누릴 수 있는 능력은 국가마다 크게 다르다.
세계 각국이 직면한 다양한 책임, 이익 및 기후 관련 위협으로 인해 초기 기후변화 회의에서는 문제 해결을 위한 일반적인 의지와 선진국의 배출량 감축에 대한 강제력 없는 약속 외의 성과를 거두지 못했다. 21세기에는 취약한 국가들이 기후변화에 적응할 수 있도록 기후 금융과 같은 논의에 대한 관심이 높아졌다. 일부 국가와 지역에서는 국제적 차원에서 약속한 수준을 훨씬 뛰어넘는 기후 친화적인 정책이 채택되었다. 그러나 이러한 정책으로 달성한 국지적인 온실가스 배출량 감축은 지구 전체의 온실가스 배출량이 감소하지 않는 한 기후 위기를 늦추는 데 한계가 있다.
2020년대에 접어들면서 화석 연료에서 재생 에너지원으로 에너지를 대체할 수 있는 가능성이 크게 높아졌고, 일부 국가에서는 거의 모든 전력을 재생 가능 에너지로 생산하고 있다. 기후변화 위협에 대한 대중의 인식은 청소년이 주도하는 사회 운동과 해수면 상승으로 인한 기상이변과 홍수 등 기후변화의 영향이 늘어나면서 크게 높아졌다. 여러 설문조사에 따르면 기후변화 대응을 최우선 과제로 지지하는 유권자의 비율이 증가하고 있어 정치인들이 기후 대응을 포함한 정책을 추진하기가 더 쉬워졌다. 코로나19 팬데믹과 경기 침체로 인해 "녹색회복"에 대한 요구가 확산되고 있으며, 유럽 연합과 같은 일부 정치권은 기후 행동을 정책 변화에 성공적으로 통합하고 있다. 2019년에는 노골적인 기후변화 거부의 영향력이 훨씬 줄어들었고, 반대파는 기후변화를 지연하거나 무대책을 장려하는 전략으로 방향을 선회했다.

## 정책 토론
모든 정책 논쟁과 마찬가지로 기후변화에 대한 정치적 논쟁은 근본적으로 행동에 관한 것이다. 기후변화의 긴급성에 대한 다양한 평가, 다양한 대응의 실현 가능성, 장단점 등 기후변화의 정치를 뒷받침하는 다양한 주장이 존재한다. 그러나 본질적으로 이 모든 것은 기후변화에 대한 잠재적 대응과 관련이 있다.
정치적 주장의 근거는 긍정적 근거와 규범적 근거, 두 가지 유형으로 나눌 수 있다. 긍정적 근거는 일반적으로 신중한 용어 정의와 과학적 증거를 통해 명확히 하거나 반박할 수 있다. 반면, 무엇을 '해야 한다'는 규범적 근거는 대개 도덕성과 관련이 있으며 본질적으로 판단의 문제인 경우가 많다. 많은 경우 토론에 참가한 사람들의 주장에서 긍정적인 부분과 규범적인 부분을 분리하여 긍정적인 진술을 먼저 합의하는 것이 토론에서 더 나은 진전을 이루는 경우가 많다. 토론의 초기 단계에서는 토론 참가자의 규범적 입장이 자신이 대표하는 이익 집단의 최선의 이익에 의해 크게 영향을 받을 수 있다. 한 예로 2015년 파리 협정에서 코스타리카의 외교관인 크리스티아나 피게레스와 다른 참가자들은 이례적인 진전을 이루는데 있어 주요 참가자들이 경쟁적 이해관계에 대한 경쟁적 사고방식을 넘어 공유된 풍요에 기반한 협력적 사고방식을 반영하는 규범적 근거로 나아갈 수 있었던 것이 도움이 되었다고 언급했다.
기후변화에 대응하는 활동은 온실가스 배출을 줄이고 탄소흡수원을 강화하는 완화 활동, 기후 위기의 부정적인 결과를 방어하는 적응 활동, 햇빛을 우주 공간으로 반사하는 기술인 태양지구공학 등 세 가지로 나눌 수 있다.
기후변화에 대한 20세기 대부분의 국제적 논의는 거의 전적으로 완화에 초점을 맞추었다. 적응에 많은 관심을 기울이는 것은 패배주의로 여겨지기도 했다. 또한 적응은 완화에 비해 지역적인 문제로, 세계 각지에서 기후변화로 인한 위협과 기회가 매우 다르기 때문이다. 21세기 초까지만 해도 완화는 정치적 논쟁에서 가장 많은 관심을 받았지만, 더 이상 유일한 초점은 아니었다. 어느 정도의 적응은 이제 필수적인 것으로 널리 간주되며 적어도 고위급 자리에서는 국제적으로 논의되고 있지만, 어떤 구체적인 조치를 취해야 하는지는 대부분 지역적인 문제로 남아 있다. 2009년 코펜하겐 정상회의에서는 개발도상국에 연간 1,000억 달러 규모의 자금을 제공하겠다는 약속이 이루어졌다. 파리에서 자금 배분은 적응과 완화에 균형 있게 분배되어야 한다는 것이 명확해졌지만, 2020년 12월 현재 모든 자금이 제공된 것은 아니며 제공된 자금은 주로 완화 프로젝트에 사용되고 있다. 2019년까지 지구공학의 가능성도 점점 더 논의되고 있으며 향후 논의에서 더욱 두드러질 것으로 예상된다.
완화 방법에 대한 정치적 논의는 관련 관리체제의 규모에 따라 달라지는 경향이 있다. 국가 및 지자체 차원의 논의와 비교하여 국제적인 논의에는 다른 고려 사항이 적용된다. 기후변화가 처음 정치적 의제로 부각되기 시작한 1990년대에는 이 문제를 성공적으로 해결할 수 있다는 낙관론이 있었다. 당시 오존층 보호를 위한 1987년 몬트리올 의정서 서명은 아직 인간에게 심각한 피해를 주지 않더라도 과학자들이 경고한 위협을 해결하기 위해 전 세계가 공동으로 행동할 수 있다는 것을 보여주었다. 그러나 2000년대 초반까지 온실가스 배출량은 계속 증가했고, 배출자에게 불이익을 주거나 기후 친화적인 행동에 대한 보상을 제공하겠다는 합의는 거의 이루어지지 않았다. 기후 위기를 제한하기 위한 효과적인 행동에 대한 전 세계적 합의를 달성하는 것이 훨씬 더 어렵다는 것이 분명해졌다. "오염 종식"이라는 슬로건을 내세운 아널드 슈워제네거와 같은 일부 정치인은 활동가들이 기후 행동의 건강 공동 이익에 초점을 맞추어 낙관론을 만들어야 한다고 말한다.

### 다국간 협정
기후변화는 1990년대 초에 전 세계 정치 의제로 자리 잡았고, 유엔 기후변화 회의가 매년 열리게 되었다. 이러한 연례 행사를 당사국 총회(COP)라고도 한다. 1997년 교토 의정서, 2009년 코펜하겐 정상회의, 2015년 파리 협정가 주요 COP였다. 교토는 처음에는 유망한 것으로 여겨졌지만 2000년대 초반에는 실망스러운 결과가 나왔다. 코펜하겐에서는 훨씬 더 강력한 공약 패키지로 교토를 뛰어넘으려는 시도가 있었지만 대부분 실패했다. 파리는 성공적인 것으로 널리 간주되었지만 장기적인 기후 위기를 줄이는 데 얼마나 효과적일지는 아직 미지수이다.
국제적 차원에서 각국이 협상을 통해 시도할 수 있는 배출량 감축 방식에는 크게 세 가지가 있다. 첫째, 배출량 감축 목표를 채택하는 것이다. 두 번째는 탄소 가격을 설정하는 것이며 마지막으로는 정보 공유 및 진행 상황 검토 등 배출량 감축을 장려하기 위한 일련의 자발적 과정을 만드는 것이다. 이러한 감축 방식은 대체로 상호 보완적이지만, 다양한 회의에서 대부분의 초점이 단일 접근 방식에 맞춰져 있는 경우가 많다. 2010년경까지만 해도 국제 협상은 주로 배출량 목표에 초점을 맞추었다. 몬트리올 조약이 오존층을 손상시키는 배출량을 줄이는 데 성공하면서 목표 설정이 효과적일 수 있음을 시사했다. 그러나 온실가스 감축의 경우, 일반적으로 목표가 실질적인 배출량 감축으로 이어지지는 않았다. 야심찬 목표는 대개 달성되지 못했다. 어려운 목표를 달성하기 위하여 더욱 단호한 노력을 유도하려 엄격한 벌칙을 부과하려는 시도는 항상 적어도 한두 개 국가에 의해 막혔다.
21세기에는 적어도 이론적으로는 탄소 가격이 배출량을 줄이는 가장 효과적인 방법이라는 데 널리 동의하고 있다. 그러나 일반적으로 각국은 높은 탄소 가격을 도입하거나 대부분의 경우 아예 가격을 도입하는 것을 꺼려왔다. 이러한 주저의 주된 이유 중 하나는 탄소 누출 문제, 즉 온실가스 배출을 유발하는 활동이 탄소 가격을 부과하는 관할 구역 밖으로 이동하여 해당 관할 구역의 일자리와 수익을 박탈하고 배출량이 다른 곳으로 방출되어 아무런 이득이 없는 현상 때문이다. 그럼에도 불구하고 전 세계 배출량 중 탄소가격이 적용되는 비율은 2005년 5%에서 2019년 15%로 증가했으며, 중국의 탄소가격이 완전히 시행되면 40% 이상에 달할 것으로 예상된다. 기존의 탄소 가격 제도는 대부분 유럽 연합, 국가 및 하위 국가 관할권에서 자율적으로 시행되어 왔다.
국가가 자체적으로 배출량 감축 계획을 수립하는 자발적 서약 및 검토 시스템은 1991년에 도입되었지만, 1997년 교토 의정서 이전에 '하향식' 배출 목표에 대한 합의를 확보하는 데 중점을 두면서 폐기되었다. 이 방식은 코펜하겐에서 부활했고, 2015년 파리 협정에서 국가결정기여(Nationally Determined Contributions)라고 불리게 되면서 더욱 주목을 받게 되었다. 이는 5년마다 개선된 형태로 다시 제출해야 한다. 이 접근 방식이 얼마나 효과적인지는 아직 미지수이다. 일부 국가는 글래스고 회의가 열릴 무렵인 2021년에 상향된 NDC를 제출했다. 탄소 거래에 대한 회계 규칙은 2021년 글래스고 COP 회의에서 합의되었다.

### 국가별, 지역별 정책
온실가스 배출을 줄이기 위한 정책은 국가 또는 하위 국가 관할권 또는 유럽 연합의 경우 지역 수준에서 설정된다. 지금까지 시행된 온실가스 감축 정책의 대부분은 국제 협약에서 요구하는 수준을 넘어서는 것이었다. 예를 들어 미국의 일부 개별 주에서 탄소 가격을 도입하거나 2010년대 들어 재생에너지로 전력 생산량의 99%를 달성한 코스타리카 등이 있다.
배출량을 줄이거나 청정 기술을 도입하기 위한 실제 결정은 대부분 정부가 직접 내리는 것이 아니라 개인, 기업 및 기타 조직이 내린다. 하지만 기후 친화적인 활동을 장려하는 정책을 수립하는 것은 국가 및 지방 정부이다. 이러한 정책은 크게 네 가지 유형으로 나눌 수 있다. 첫째, 탄소 가격 구조 및 기타 재정적 혜택을 시행하고, 둘째, 일정 비율의 전력을 재생에너지로 생산하도록 의무화하는 등 규범을 만들며, 셋째, 기후 친화적 활동이나 연구를 위해 정부가 투자하고, 넷째, 정보 공유, 교육 및 자발적인 기후 친화적 행동 장려를 기반으로 하는 접근 방식이 있다. 지역 정치는 때때로 대기 오염과 결합되기도 하는데, 도시에 저공해 지역을 만드는 정책은 도로 운송에서 탄소 배출량을 줄이기 위한 목적으로도 사용될 수 있다.

### 비정부 조직의 역할
개인, 기업, 비정부 기구는 기후변화의 정치에 직간접적으로 영향을 미칠 수 있다. 이러한 구조에는 개인적 수사, 여론조사를 통한 집단적 의견 표명, 대규모 시위 등이 있다. 역사적으로 이러한 시위의 상당 부분은 기후 친화적인 정책에 반대하는 것이었다. 2000년 영국의 연료 시위 이후 전 세계적으로 유류세 인상이나 연료 보조금 폐지에 반대하는 시위가 수십 차례 있었다. 2019년 이후 영국에서 일어난 학교 파업 등으로 기후 보호 시위가 더욱 두드러졌다. 비정치적 행위자들이 기후변화의 정치에 영향을 미칠 수 있는 간접적인 통로로는 친환경 기술에 대한 자금 지원이나 연구, 화석 연료 퇴출 운동 등이 있다.

#### 비국가적 차원의 이익 집단 및 로비 활동
기후 위기는 다양한 시각에서 문제가 되는 만큼 공공 및 민간 입장에서도 수많은 특수 이익 단체, 조직 및 기업이 있다. 기후 위기와 관련된 정치적 활동에 대한 이익 집단의 활동은 다음과 같다:
- 화석 연료 회사: 전통적인 화석 연료 회사는 일부 예외가 있지만 보다 엄격한 기후 위기 규제로 인해 손실을 입을 수 있다. 하지만 모든 화석 연료 회사가 기후 위기를 위한 정책 수립에 반대하는 것은 아니다. 기후변화와 관련된 정책을 만드는 과정에 참여한다는 사실이 그들에게 오히려 이점으로 작용할 수도 있기 때문이다[15]. 예를 들어, 대규모 로비 이력을 보유한 전통적인 가스 파이프라인 회사인 Enron은 CO2 규제를 위해 미국 정부에 막대한 로비를 했다. 이로써 Enron은 자신들이 에너지 시장에서 입김이 세질 수 있다면 에너지 산업을 지배할 것이라고 생각했기 때문이다[16][17][18].
- 농민과 공장식 농업: 로비에 중요한 역할을 하지만 기후변화가 농업에 미치는 영향[19]과 농업으로 인한 온실가스 배출[20], 그리고 EU 공동 농업 정책[21]의 역할에 대한 견해는 다양하다.
- 금융 기관: 금융 기관은 일반적으로 기후 위기에 대한 정책, 특히 탄소 거래 제도의 구현과 가격을 탄소와 연관시키는 시장 구조의 원활한 활동을 지원한다. 이러한 새로운 시장에는 은행 기관이 제공할 수 있는 거래 환경이 필요하다. 금융 기관은 또한 탄소 가격에 대한 투기적 입장과 중개, 보험 및 파생 상품과 같은 기타 금융 기능을 통해 이익을 얻을 수 있는 다양한 금융 상품을 투자, 거래 및 개발할 수 있는 좋은 위치에 있다[22].
- 환경 단체: 환경 단체는 일반적으로 엄격하게 CO2 배출을 제한하는 것을 선호한다. 환경단체 내 활동가는 시민들의 환경 인식 제고 등에 기여한다[23].
- 재생 에너지 및 에너지 효율성 기업: 풍력, 태양광 및 에너지 효율성 분야의 기업은 일반적으로 보다 엄격한 기후 위기 정책을 지지한다. 그들은 화석 연료가 거래 계획이나 세금을 통해 더 비싸짐에 따라 에너지 시장에서 자신들의 점유율이 확대될 것으로 기대한다[24].
- 원자력 회사: 원자력은 온실가스 배출을 최소화하므로 탄소 가격 책정이나 저탄소 에너지 생산 보조금을 지원하고 이러한 규제 정책에 따른 혜택을 받는다[25].
- 배전회사: 태양광 패널 산업에서는 태양광 패널 가격 저하 등의 이유로 손해를 볼 수 있지만 전기자동차 산업에서는 수요 증가 등으로 이익을 얻는다[26].
- 전통 소매업체 및 마케터: 전통 소매업체, 마케터, 일반 기업은 고객의 공감을 불러일으키는 정책을 채택하여 대응한다. "친환경"이 고객에게 매력을 준다면 고객을 만족시키고 제품에 녹여내기 위한 전략을 구상한다. 그러나 일반기업이 특정 입장에서 이익을 얻지 못하기 때문에 더 엄격한 지구온난화 정책 입장을 옹호하거나 반대하는 강력한 로비를 펼칠 가능성은 낮다[27].
- 의료진: 종종 기후변화와 대기 오염을 함께 해결하면 수백만 명의 생명을 구할 수 있다고 말한다[28].
- 정보 및 통신 기술 기업: 자신의 제품이 다른 사람들이 기후변화에 대처하는 데 도움이 되고, 여행 감소로 이익을 얻는 경향이 있으며, 많은 기업이 친환경 전력을 구매한다고 말한다[29].

다양한 이해 당사자들은 메시지를 강화하기 위해 때때로 서로 협력한다. 예를 들어 전기 회사는 더 많은 전기를 판매하는 동시에 의료 서비스에 대한 부담을 줄여 의료진에게 혜택을 주기 위해 전기 스쿨 버스 구입에 자금을 지원한다. 때로는 업계에서 인식을 제고하고 요청에 따라 로비 활동을 하기 위해 전문 비영리 단체에 자금을 지원하기도 한다.

## 집단적 행동
현재의 기후 정치는 다양한 주체의 정치적 의지를 대변하는 수많은 사회적, 정치적 운동의 영향을 받는다. 여기에는 기후 정의 운동, 청소년 기후행동, 화석 연료 산업에서 벗어나려는 운동이 포함된다.

### 투자 철회 운동
기후 위기 대응을 위한 화석 연료 투자 혹은 투자 회수는 화석 연료를 추출하는 회사와 연결된 주식, 채권 및 기타 금융 수단을 포함한 자산의 제도적 매각에 대한 사회적, 정치적, 경제적 압력을 가하여 기후변화를 줄이려는 시도이다.
화석 연료 투자 회수 캠페인은 2011년 미국의 대학 캠퍼스에서 시작되었으며 학생들은 행정부에 화석 연료 산업에 대한 기부 투자를 청정 에너지 및 기후변화의 가장 큰 영향을 받는 지역 사회에 대한 투자로 전환할 것을 촉구했다. 2012년 메인 주 유니티 칼리지는 화석 연료로부터 기부금을 회수한 최초의 고등 교육 기관이 되었다.
2015년까지 화석 연료 투자 철회는 역사상 가장 빠르게 성장하는 매각 운동으로 알려졌다. 2023년 7월 현재 전 세계적으로 총 자산 규모가 40조 5천억 달러가 넘는 1,593개 이상의 기관이 화석 연료 투자 철회를 시작했거나 약속했다.

### 청소년 운동
기후를 위한 학교 파업(스웨덴어: Skolstrejk för klimatet)은 미래를 위한 금요일(Friday For Future), 기후를 위한 청소년, 기후 파업 또는 기후를 위한 청소년 파업으로도 알려져 있으며 시위에 참여하기 위해 금요일 수업을 가지 않는 학교 학생들의 국제 운동이다. 기후변화를 방지하고 화석 연료를 재생 가능 에너지로 전환하기 위한 조치를 정치 지도자들에게 요구한다.
스웨덴 청소년 그레타 툰베리(Greta Thunberg)가 2018년 8월 스웨덴 Riksdag(의회) 밖에서 "Skolstrejk för klimatet"("기후를 위한 학교 파업")이라는 팻말을 들고 시위를 벌인 이후 홍보와 광범위한 조직이 시작되었다.
2019년 3월 15일의 글로벌 파업에는 125개국에서 조직된 2,200건의 파업과 100만 명 이상의 파업 참가자가 모였다. 2019년 5월 24일, 두 번째 글로벌 파업에서는 150개국에서 1,600건의 시위가 열렸으며 수십만 명의 파업 참가자들이 참여했다. 5월 시위는 2019년 유럽 의회 선거와 동시에 일어났다.
2019년 미래를 위한 글로벌 주간(Global Week for Future)은 9월 20일 금요일과 9월 27일 금요일을 중심으로 150여 개국에서 4,500회의 일련의 파업이 진행되었다. 아마도 세계 역사상 최대 규모의 기후 파업인 9월 20일 파업에는 대략 400만 명의 시위대가 모였으며 이들 중 대부분은 독일의 140만 명을 포함해 학생이었다. 9월 27일에는 이탈리아의 100만 명 이상의 시위대와 캐나다의 수십만 명의 시위자를 포함하여 전 세계적으로 약 200만 명이 시위에 참여했다.

## 현재 전망
기후 위기 완화를 위한 역사적, 정치적 시도는 목표를 이루지 못하고 크게 실패했다. 평론가들은 이전 기간에는 없었던 다양한 최근 발전과 기회로 인해 2020년대가 더 성공적일 수 있다는 낙관론을 표명했다. 다른 평론가들은 이제 온난화를 1.5°C 미만으로 유지하거나 지구 온도를 2°C 미만으로 유지하기 위해 조치를 취할 시간이 거의 없다고 경고했다.

### 기회
2010년대 후반, 기후 친화적인 정치에 도움이 되는 다양한 발전으로 인해 평론가들은 2020년대에는 지구 온난화 위협을 해결하는 데 좋은 진전이 있을 것이라는 낙관론을 표명했다.

#### 여론의 전환점
2019년은 최근 기상 이변으로 인한 기후변화 위협에 대한 인식 증가, 그레타 효과, IPCC 1.5°C 보고서 등의 요인으로 인해 "세계가 기후변화에 눈을 뜬 해"로 묘사되었다.
2019년 OPEC 사무총장은 학교 파업 운동을 화석연료 산업이 직면한 가장 큰 위협으로 인식했다. 코스타리카의 외교관 크리스티아나 피게레스(Christiana Figueres)에 따르면, 일단 인구의 약 3.5%가 비폭력 시위에 참여하기 시작하면 그들은 항상 정치적 변화를 촉발하는 데 성공하며, 그레타 툰베리(Greta Thunberg)의 미래를 위한 금요일(Fridays for Future) 운동의 성공은 이 한계점에 도달할 수 있음을 시사한다.
One Earth에 발표된 2023년 검토 연구에 따르면 여론 조사에 따르면 대부분의 사람들은 기후변화가 현재 그리고 가까이에 발생하고 있다고 인식하고 있다. 이 연구는 기후변화가 내가 있는 곳에서 먼 곳에서 일어난다고 해서 기후 위기에 기여하는 행동이 줄어드는 것은 아니며, 기후 위기에 대한 인식이 높다고 해서 기후 행동이 확실히 증가하는 것은 아니라는 결론을 내렸다.

#### 기후변화 대응 거부의 영향 감소
2019년에는 노골적인 기후변화 대응 거부가 이전보다 영향력이 훨씬 약해졌다. 그 이유에는 기상 이변의 빈도 증가, 기후 과학자들의 보다 효과적인 의사소통, 그레타 효과 등이 포함된다.

#### 재생 가능 에너지의 성장
재생 가능 에너지는 자연적으로 보충되는 에너지의 무한한 원천이다. 주요 재생 가능 에너지원은 풍력, 수력, 태양열, 지열, 바이오매스이다. 2020년 재생에너지는 전 세계 전력의 29%를 생산했다.
196개 당사국이 채택한 파리 협정에 따라 이들 당사국 중 194개 당사국은 2021년 11월 현재 국가 결정 기여(NDC), 즉 기후 서약을 제출했다. 이들 국가에서는 102개국이 세금 공제를 시행했고, 101개국이 일종의 공공 투자를 포함했으며, 100개국이 현재 세금 감면을 시행하는 등 재생 가능 에너지 투자를 포함하기 위해 다양한 노력을 기울이고 있다. 가장 큰 CO2 배출국으로는 미국, 중국, 영국, 인도와 같은 산업화된 국가인 경향이 있다. 이들 국가는 장기적으로 목표한 정책은 1,000개 이상을 내놓았으나 그에 상응하는 산업 정책은 188개 정도만 제시한다.
2021년 11월, 제26차 유엔 당사국 총회(COP26)가 스코틀랜드 글래스고에서 열렸다. 약 200개의 국가가 더욱 적극적으로 기후변화에 대응하고 보다 효과적인 협의책 마련에 동의했다. 새로운 협의안에는 메탄가스 오염, 삼림 벌채, 석탄 자금 조달에 대한 개혁이 포함되었다. 놀랍게도 미국과 중국(최대 탄소 배출국)도 지구 온난화가 섭씨 1.5도를 넘지 않도록 방지하기 위한 노력에 협력하기로 합의했다. 일부 과학자, 정치인, 활동가들은 이번 정상회담에서의 노력이 충분하지 않다며 여전히 1.5도에 도달할 것이라고 말했다. Climate Action Tracker의 독립 보고서에 따르면 이러한 약속은 "립서비스"였으며 "2030년에는 1.5도에 이르는 탄소 배출량보다 두 배 더 배출할 것"이라고 밝혔다.
2020년에 들어서서는 화석 연료의 에너지를 원자력, 특히 재생 가능 에너지로 대체할 가능성이 훨씬 높아졌으며, 현재 수십 개 국가에서 전력의 절반 이상을 재생 가능 에너지원에서 생산하고 있다.

#### 녹색 회복
녹색 회복은 코로나19 팬데믹이나 세계 금융 위기와 같은 경제 위기 이후 번영을 재건하기 위해 환경, 규제, 재정 개혁을 제안한다. 이는 재생 에너지, 효율적인 에너지 사용, 자연 기반 해결책, 지속 가능한 운송, 녹색 혁신 및 녹색 일자리에 대한 조치를 포함하여 경제 성장을 회복하는 동시에 환경에 긍정적인 혜택을 주기 위한 재정 조치와 관련이 있다.
코로나19 팬데믹에 대응하여 전 세계 여러 정당, 정부, 활동가, 학계는 녹색 회복을 지지한다. 세계 금융 위기 대응책과 유사한 조치에 따라, 녹색 회복의 주요 목표는 경기 침체를 막으면서도 기후변화에 대처하는 것이다. 이러한 조치에는 석탄, 석유 및 가스 사용 감소, 청정 운송, 재생 가능 에너지, 친환경 건물, 지속 가능한 기업 또는 금융 관행이 포함된다. 녹색 회복 계획은 유엔(UN)과 경제 협력 개발 기구(OECD)의 지원을 받는다. 옥스퍼드 대학교와 유엔, 국제 통화 기금, Energy Policy Tracker, OECD의 Green Recovery Tracker가 운영하는 Global Recovery Observatory를 포함해 여러 국제 규범 단체에서는 국가가 재정적으로 기후 위기에 어떻게 대응하는지에 대한 실시간 추적 정보를 제공한다.
구조 투자와 복구 투자를 구분하는 Global Recovery Observatory의 2021년 3월 분석에서는 복구 투자의 18%와 총 지출의 2.5%가 지속 가능성을 향상시킬 것으로 예상되는 것으로 나타났다. 2021년 7월, 국제 에너지 기구(International Energy Agency)는 전 세계 경제 구제 자금의 약 2%만이 청정 에너지에 사용될 것이라고 언급하면서 이러한 분석을 지지했다. G20 국가들이 경기 부양책으로 지출한 14조 달러에 대한 2022년 분석에 따르면, 팬데믹 이후 복구 지출의 약 6%만이 차량 전기화, 건물의 에너지 효율성 향상, 재생 가능 에너지 설치 등 온실가스 배출을 줄이는 분야에 할당되었다.

#### 주요 과제
다양한 긍정적 조건에도 불구하고 평론가들은 기후변화 정책이 온실가스 배출을 크게 줄이려면 극복해야 할 몇 가지 어려운 과제가 남아 있다고 경고한다. 예를 들어, 육류에 대한 세금을 인상하는 것은 정치적으로 어려울 수 있다.

##### 시급한 문제
2021년, CO2 수준은 산업화 이전 시대보다 이미 약 50% 증가했으며, 매년 수십억 톤이 더 많이 배출된다. 기후 위기의 심각성은 이미 일부 지역에 치명적인 영향을 미치기 시작하는 지점을 지났다. 따라서 환경에 대한 영향이 확대되는 위험을 피하려면 주요 정책을 즉시 변경해야 한다.

##### 화석 연료의 높은 의존도
화석 연료에서 나오는 에너지는 여전히 세계 경제의 중심을 차지하고 있으며, 2019년 기준 에너지 생산량의 약 80%를 차지한다. 갑자기 소비자로부터 화석 연료 보조금을 없애는 것은 큰 혼란을 가져오는 것으로 밝혀졌다. 청정 에너지는 때때로 더 저렴할 수 있지만, 단기간에 대량의 재생 에너지를 공급하는 것은 어려울 수 있다. 국제 에너지 기구(International Energy Agency)의 2023년 보고서에 따르면 석탄 배출량은 2억 4300만 톤 증가해 거의 15.5Gt에 달하는 사상 최고치를 기록했다. 이 1.6% 증가는 지난 10년간의 연평균 0.4% 증가보다 더 빠른 것이다. 2022년 유럽 중앙은행은 높은 에너지 가격으로 인해 화석 연료에서 재생 에너지로의 전환이 가속화되고 있지만, 그에 맞춰 각국의 정부 역시 저탄소 에너지로의 전환을 방해하지 않고 에너지 빈곤을 예방하기 위한 조치를 취해야 한다고 주장했다.

##### 적극성의 결여
2020년대에는 기후변화에 대한 노골적인 부정의 정도가 수십 년 전에 비해 훨씬 덜 하지만, 온실가스 배출을 제한하기 위한 조치를 취하는 것에는 여전히 많은 반대가 제기된다. 이러한 주장에는 가용 자금을 더 효과적으로 지출할 수 있는 방법(예: 적응)이 있다는 견해, 더 저렴하게 완화 조치를 취할 수 있는 새로운 기술이 개발될 때까지 기다리는 것이 더 낫다는 견해, 기술과 혁신으로 기후변화에 대해 의문을 제기하거나 해당 문제가 곧 해결하게 될 것이라는 견해가 있다.

##### 화석 연료를 위한로비 활동과 정치적 자금 지출
미국 최대 석유 및 가스 기업인 Big Oil과 해당업계 로비스트인 American Petroleum Institute(API)은 로비 및 정치 캠페인에 많은 돈을 지출하고 수백 명의 로비스트를 고용하여 기후 문제를 해결하기 위한 정부 조치를 방해하고 지연시킨다. 화석연료 로비는 워싱턴 D.C.와 유럽 연합, 영국을 포함한 세계 곳곳의 정치 중심지에서 상당한 영향력을 갖고 있다. 화석 연료 산업 이해 관계자들은 일반 시민과 환경 운동가들보다 정치권에서 자신들의 이익을 수호하는 데에 몇 배나 많은 돈을 지출하고 있으며, Big Oil은 미국에서 기후변화 로비 활동에 2000~2016년에 20억 달러를 지출했다. 5대 석유 대기업은 브뤼셀에서 자신의 안건을 위해 로비하는 데에 수억 유로를 지출했다. 거대 석유 회사들은 흔히 많은 로비스트가 옹호하는 정책 의제와 상충되는 "지속 가능성 원칙"을 채택하는 경우가 많다. 이는 종종 기후변화의 현실과 영향에 대한 의구심을 불러일으키고 이를 해결하려는 정부의 노력을 방해하는 결과를 위한 의도적인 전략이다. API는 "기후변화가 문제가 되지 않도록" 대중의 마음에 의심을 불러일으킬 목적으로 홍보 허위 정보 캠페인을 시작했다. 이 산업은 또한 미국 정치 캠페인에 아낌없이 지출하여 지난 수십 년 동안 정치 기부금의 약 2/3가 공화당 정치인에게 자금을 지원하고 재생 가능 에너지 지지자들의 정치 기부금보다 몇 배나 많은 비용을 지출했다. 화석 연료 산업 정치 기부금은 환경 보호에 반대하는 정치인에게 보상을 제공한다. 미국 국립과학원 회보에 발표된 연구에 따르면, 미국 의회 의원의 투표가 환경 보호에 반하는 투표로 바뀔수록, 미국 환경보전유권자연맹(Leagues of Conservation Voters, LCV)이 채점한 투표 기록으로 측정한 결과, 이 의원이 받은 화석 연료 산업 기부금이 증가했다. 평균적으로 LCV 점수의 10% 감소는 의회 임기 이후 화석 연료 업계의 선거 기부금 1,700달러 증가와 상관관계가 있는 것으로 나타났다.

##### 기후 과학을 향한 억압
1970년대 초부터 대형 석유 회사들은 화석 연료 연소가 기후에 미치는 주요 영향에 대한 자체 과학자들의 보고서를 억압했다. 미국의 다국적 화석 연료 기업은 기후변화 문제에 대한 잘못된 정보를 홍보하는 기업 선전 캠페인을 시작했는데, 이는 흡연의 위험성에 대해 대중을 속이기 위한 담배 제조 회사의 홍보 노력과 함께 언급되는 전략이다 화석 연료 산업이 자금을 지원하는 싱크탱크는 기후변화의 심각한 위협에 대해 공개적으로 논의하는 기후 과학자들을 괴롭혔다 미국의 대중이 기후변화 문제를 인식하기 시작한 1980 년대 초, 일부 미국의 행정부는 화석 연료가 기후에 미치는 위협에 대해 공개적으로 언급한 과학자들을 경멸했다. 미국 행정부는 기후 과학자들을 침묵시키고 정부 내부 고발자를 입막음하기도 했다. 여러 연방 기관에 정치적 전략으로 임명된 담당자들은 과학자들이 기후 위기의 측면에 대한 연구 결과를 보고하는 것을 막고, 기후 위기의 심각성을 밝히기 위한 자료의 데이터 모델링을 변경했으며, 관련 기관에 소속된 과학자들의 의견을 차단했다.

##### 기후 활동가를 향한 핍박
콜롬비아, 브라질, 필리핀 등 여러 나라에서 벌목 산업에 맞서 삼림을 보호하는 활동가들을 포함한 기후 및 환경 운동가들이 살해 당하는 사례가 늘고 있다. 대부분의 살해 사건의 가해자들은 처벌을 받지 않았다. 2019년 한 해 동안 이러한 살해 건수는 기록적인 수치를 기록했다. 환경 운동가로 활동하는 토민들은 곳곳에서 표적이 되어 전 세계 사망자의 40 %를 차지한다. 미국 등 여러 정부의 수사 기관은 환경 운동가와 기후변화 단체를 "국내 테러리스트"로 표적으로 삼아 감시 및 조사, 심문하고 국가 "감시 목록"에 올려 비행기 탑승을 더 어렵게 만들며 지역 법 집행 기관의 모니터링을 유도했다. 미국의 다른 전략으로 미국 시민 집회 및 기후변화에 대한 시위에 대한 언론 보도 방지, 활동가 모니터링을 위해 민간 보안 회사와 협력하는 것이 있다.

##### 비관론
기후변화 정치의 맥락에서 비관론은 기후변화에 대해 무언가를 하기에는 너무 늦었다고 주장하는 비관적인 이야기를 말한다. 여기에는 인류가 화석 연료의 모든 연소를 즉시 중단할 수 있다고 하더라도 연쇄적으로 일어나는 기후 티핑 포인트의 발생 가능성과 인간이 통제할 수 없을 정도로 폭주하는 기후변화를 일으킬 가능성에 대한 과장된 주장이 포함된다. 미국에서 실시한 여론조사에 따르면 기후변화를 막기 위한 추가 조치에 지지하지 않는 사람들의 근거로 인간이 만든 기후변화에 대한 회의론보다 이미 너무 늦었다는 믿음이 더 일반적이라고 한다.

##### 타협의 부족
여러 기후 친화적 정책이 환경 및 좌파 성향의 이익 단체와 정당에 의해 입법 과정에서 저지되었다. 예를 들어, 2009년 호주 녹색당은 탄소 오염 감축 제도가 충분히 높은 탄소 가격을 부과하지 않는다고 판단하여 반대표를 던졌다. 미국의 시에라 클럽은 2016년 기후세 법안에 사회 정의가 결여되었다는 근거로 법안을 무산시켰다. 미국 내 주에서 탄소 가격을 부과하려는 시도 중 일부는 좌파 정치인들에 의해 막혔는데, 이는 탄소 가격이 세금이 아닌 배출권 거래제로 시행되어야 한다는 주장 때문이다.

##### 다양한 분야가 뒤섞인 지배구조
기후변화 문제는 일반적으로 다양한 부문에 해당하므로 기후변화 정책을 다른 정책 영역에 통합하는 것이 자주 요구된다. 따라서 문제는 지배구조 속 관련된 다양한 행위자를 포함시켜 다양한 규모로 해결해야 한다는 데에 있다.

##### 부적응
기후변화에 성공적으로 적응하려면 경쟁하는 경제적, 사회적, 정치적 이해 관계의 균형을 맞춰야 한다. 이러한 균형이 이루어지지 않으면 의도하지 않게 환경을 보호하려는 의도를 가지고 시작한 정책으로 인해 해로운 결과를 초래할 수 있다. 예를 들어, 탄자니아의 산호초를 보호하려는 노력으로 인해 지역 주민들은 전통적인 어업 활동에서 온실가스 배출량이 많은 농업으로 전환해야 했다.

#### 기술
기술의 가능성은 위협이자 잠재적인 혜택으로 여겨진다. 새로운 기술은 새롭고 효과적인 기후 정책의 가능성을 열어줄 수 있다. 지구의 온도 상승을 2°C로 제한하는 경로를 제시하는 과학 모델은 기후변화 완화 접근법 중 하나인 이산화탄소 제거에 큰 역할을 한다. 정치권의 논평가 대부분은 이산화탄소 제거를 환영한다. 그러나 일부는 배출량을 급격히 줄이지 않고도 기후 위기를 늦추기에 충분한 CO2를 제거할 수 있을지에 대해 회의적이며, 이러한 기술에 대한 지나친 낙관은 완화 정책의 시행을 어렵게 만들 수 있다고 경고한다.
태양 복사 관리도 기후 위기를 늦추기 위한 또 다른 기술이다. 적어도 성층권 연무질 주입의 경우, 지구 평균 기온을 낮추는 데 효과적일 것이라는 데에는 대다수가 동의한다. 그러나 많은 기후 과학자들은 이러한 전망을 달갑지 않게 여긴다. 그들은 부작용으로 일조량과 강우량 감소로 인한 농업 생산량 감소, 국지적인 기온 상승 및 기타 기상 장애가 발생할 수 있다고 경고한다. 미국의 기후학자이자 지구물리학자인 마이클 만은 온도를 낮추기 위해 태양열 관리를 사용할 것이라는 전망은 배출 감축 정책을 제정하려는 의지를 줄이는 데 사용되는 또 다른 주장이라고 말했다.

## 정의로운 전환
석탄 채굴, 가축 사육 또는 저인망 어업과 같은 탄소 집약적 활동의 단계적 중단으로 인한 경제적 혼란으로 인해 일부 국가에서는 석탄 광부, 농민 및 어부의 높은 정치적 위상으로 인해 정치적으로 민감한 상황에 놓여있다. 많은 노동 및 환경 단체는 직업 훈련을 제공하는 등 기후 관련 사회 변화와 관련된 피해를 최소화하고 혜택을 극대화하는 정의로운 전환을 지지한다.

## 정치적 입장에 따라 상이한 답변들
유권자와 정치인에 따라 많은 예외가 있지만 일반적으로 기후 친화적인 정책은 어떤 정치적 입장을 가지고 있든지 지지하는 편이다. 그 예외에는 보수 진영의 수가 대부분이지만 진보 진영 역시 기후변화 문제를 최우선 순위로 삼지 않는 경우가 있다. 20세기에는 보수 정치인들은 국내외에서 기후변화에 대한 많은 중요한 조치를 주도했으며, 리처드 닉슨과 마가렛 대처가 대표적인 예다. 그러나 1990년대, 특히 일부 영어권 국가, 특히 미국에서 이 문제는 양극화되기 시작했다. 보수 언론은 정부의 규모 확대를 정당화하기 위해 진보 진영에서 기후변화를 발명하거나 적어도 과장했다고 주장하기 시작했다. 하지만 2020년에 들어서 일부 보수 정권은 기후 친화적인 정책을 확대 시행하고 있다. 다양한 설문조사에 따르면 미국 보수 성향의 유권자들 사이에서도 기후 위기에 대해 회의적인 태도가 줄어들고 있으며, 미국 보존 연합과 같은 단체는 젊은 공화당 유권자들이 기후를 핵심 정책 분야로 받아들이고 있다고 밝혔다. 그러나 영국의 언론인 Anatol Lieven은 일부 미국 보수 유권자들에게는 기후변화에 회의적인 태도가 그들의 정치적 정체성의 일부가 되었기 때문에 이 문제에 대한 그들의 입장은 합리적인 논쟁을 통해 쉽게 바뀔 수 없다고 주장한다.
독일의 도르트문트 대학의 2014년 연구에 따르면 1992년부터 2008년까지 중도 및 진보 정부가 있는 국가는 OECD 국가 내 보수 정권의 국가보다 배출량 감소가 더 높았다. 역사적으로 민족주의 정부는 정책 제정에 있어 최악의 성과를 내는 정부 중 하나였다. Lieven에 따르면, 기후변화가 점점 더 민족주의 정권의 유지를 위협하는 요소로 간주되기 때문에 민족주의 정부는 기후 위기 완화 노력에 크게 기여하는 원동력 중 하나다. 기후변화 위협을 증권화하려는 경향이 커지는 것은 민족주의자들과 보수주의자들의 지지를 높이는 데 특히 효과적일 수 있다.

## 역사
기후변화 정책과 정치의 역사는 기후변화 문제와 관련된 정치적 행동, 정책, 동향, 논쟁, 활동가들의 지속적인 노력의 역사를 말한다. 기후변화는 1970년대부터 기후변화는 정치적 이슈로 등장하며 전세계적으로 해결되도록 활동가들의 공식적인 노력이 시작되었다. 기후변화에 관한 국제적인 정책은 지구 온난화 대응을 위한 국제적 가이드라인 수립과 협력에 중점을 두고 있다. 유엔기후변화협약(UNFCCC)은 새로운 과제에 대처하기 위해 지속적으로 국제 협약을 발전시키고 있다. 기후변화에 대한 국내 정책은 온실가스 배출을 줄이기 위해 내부 조치를 수립하고 국제 지침을 바탕으로 국내법에 적용하는 데 중점을 둔다.
21세기에는 기후 이상 현상의 영향을 가장 많이 받는 사람들을 위한 취약성 기반 정책으로 전환되고 있다. 기후 정책의 역사을 살펴보면 개발도상국의 처우에 대한 우려가 내내 제기되고 있다. 기후변화 정치의 역사로부터 얻을 수 있는 비판적 성찰은 "우리 인간이 지구상의 짧은 인생 동안 스스로 초래한 가장 어려운 문제 중 하나에 대해 생각하는 방법"을 제공하는 것이다.

## 기후 과학과의 관계
과학계는 최근 수십 년 동안 지구 표면 온도가 증가했으며 이러한 추세는 주로 인간이 유발한 온실가스 배출에 의해 발생했다는 데에 압도적으로 동의하고 있다.
IPCC는 기후변화에 대한 세계적인 합의를 형성하기 위해 지구 기후변화 연구 결과를 찾고, 문제 해결을 위해 노력하지만 IPCC 그 자체가 크게 정치화되었다. 인간에 의한 기후변화는 과학계의 주목에서 전세계가 주목하는 쟁점으로 떠올랐다.
광범위한 과학적 합의를 구축한 IPCC는 정부가 IPCC가 정한 목표와 다른 목표를 따르는 것을 막지 않는다. 오존층 파괴에 대한 세계적인 규제는 과학적 합의가 이루어지기 전부터 시행되고 있었다. 과학 지식이 현재보다 부족했던 시점부터 기후변화를 막기 위한 논의가 시작되었던 것을 참고하여 볼 때 더 많은 지식을 가질수록 더 나은 정치적 반응을 기대하는 식으로 무조건적으로 지식에 기대는 것은 바람직하지 않다. 대신 정치적 의사 결정의 기초로서 지식을 이해하고 과학적 식과 정책 사이의 관계에 대한 더 나은 이해가 필요하다.
기후변화 완화에 관한 대부분의 정책 논쟁은 21세기에 활발하게 진행되었다. 학계에서는 향후 수십 년 동안 내려진 결정이 수천 년 동안 지속될 환경적 결과를 가져올 것이기 때문에 이를 짧은 생각이라고 비판했다.
기후 관련 연구를 위한 전체 자금의 0.12%만이 기후변화 완화와 관련된 사회과학 연구에 지출되는 것으로 추산된다. 한편, 기후변화에 대한 자연과학 연구에 훨씬 더 많은 자금이 지출되고 기후변화의 영향과 적응에 대한 연구에도 상당한 금액이 지출된다. 가장 시급한 과제는 기후변화를 완화하기 위해 인간 행동을 변화시키는 방법을 찾는 것이지만, 기후변화를 연구한 자연 과학의 토대는 이미 잘 확립되어 있으며, 기후변화에 따른 적응에만 수십 년, 수백 년이 걸릴 것이기 때문에 기후변화에 따른 사회과학적 연구에 자금의 적은 양을 투자하는 것은 자원의 잘못된 배분이라는 주장도 있다.

## 기후변화의 정치경제학
기후변화의 정치경제학은 기후변화에 대한 의사결정을 둘러싼 중요한 문제를 연구하기 위해 사회적, 정치적 과정에 정치경제학적 사고를 적용하는 접근방식이다.
기후변화에 대한 인식과 긴급성이 계속 강조됨에 따라 학자들은 기후변화 협상에 영향을 미치는 다양한 요인에 대해 탐구하고 기후변화에 대처하기 위한 보다 효과적인 대책을 모색하고 있다. 정치경제 관점에서 기후변화와 같은 복잡한 문제를 분석하면 다양한 이해관계자 간의 상호 작용을 설명하는 데 도움이 되고 기후변화 정책을 더 잘 이행할 수 있는 기회를 제공한다.

### 서론

#### 배경
기후변화는 오늘날 사회에서 가장 시급한 문제이자 전세계적 과제 중 하나다. 이 문제가 국제적 의제로 부각되면서 다양한 학계의 연구자들은 기후변화에 대한 효과적인 해결책을 모색하기 위해 오랫동안 많은 노력을 기울여 왔다. 기후변화의 비용과 이에 대처하는 데 드는 비용을 추정하는 경제학자, 기후변화가 사회 서비스 및 공공재에 미치는 영향을 탐구하는 개발 전문가 등 기술자와 계획가들은 기후변화를 완화하고 적응하는 방법을 고안해왔다. 그러나 영국의 학자 Cammack은 현재 진행 중인 많은 논의에서 두 가지 문제, 즉 서로 다른 분야에서 제안된 기후변화 대책 간의 단절을 지적한다. 지역 차원에서 기후변화를 해결하는 데 정치의 적극적인 참여가 부족하다. 더욱이, 기후변화 문제는 엘리트 자원 포획 문제, 개발도상국의 자원 제약, 그러한 제약으로 인해 자주 발생하는 갈등 등 다양한 문제에 직면해 있으며, 제안된 해결책에서는 충분한 관심과 시급성 강조가 부족했다. Cammack은 이러한 문제를 인식하면서 "기후변화의 정치경제를 이해하는 것이 기후변화를 해결하는 데 필수적"이라고 주장한다.
한편, 기후변화로 인한 영향에 따른 불평등과 불공정은 기후변화와 관련된 개발 연구와 연결시켜 기후변화에 대처하고 발전을 촉진하는 것을 목표로 하는 다양한 정책과 프로그램을 탄생시켰다.  기후변화 문제에 관한 국제 협상에 많은 노력이 기울여졌지만, 기후변화와 발전을 연결하는 이론, 토론, 증거 수집 및 실행의 대부분은 대체로 비정치적이고 정책 과정 속 역동성을 담아내지 못했다고 평가를 받는다 이러한 맥락에서 Tanner와 Allouche(2011)는 효과성, 효율성 및 형평성 사이의 균형을 찾기 위해 기후변화를 한 정책이 문제 인식, 해결과정 및 결과에서 정치경제적 요소를 명시적으로 인식해야 한다고 제안한다.

#### 정의
초기 표현에서 "정치경제"라는 용어는 기본적으로 경제학과 동의어였지만, 이제는 공공재를 고려하는 경제학에서 집단적 또는 정치적 과정에 대한 연구를 일반적으로 지칭하는 다소 이해하기 어려운 용어가 되었다. 후에 Tanner와 Allouche(2011)는 정치경제를 “다양한 규모의 여러 그룹이 생각, 권력 및 자원을 개념화하고, 협상하고, 실행하는 과정”으로 정의했다. 환경을 효율적이고 효과적으로 보호하기 위한 정책의 “정치적 실패”를 설명하는 정치경제학에 관한 여러 문헌이 등장한 반면, 정치경제학을 사용하여 기후변화의 특정 문제에 대해 체계적으로 분석하는 연구는 상대적으로 그 수가 적다.

### 최근 상황: 정치경제학의 시급한 필요성

#### 기후변화의 특성
기후변화의 특수한 특징 때문에 기후변화의 정치경제를 고려하고 이해해야 하는 필요성이 나날이 커져가고 있다.
주요 쟁점은 다음과 같다:
- 기후변화의 교차성: 기후변화 문제는 일반적으로 다양한 분야에 적용될 수 있으므로 다른 정책 영역에서 기후변화를 고려하는 것은 중요하다[158]. 여기서 문제는 통치 체제는 복잡하고, 다양한 당사자들과 함께 해결해야 한다는 데에 있다[120]. 기후변화는 하나의 영역에 속해 있지 않고, 여러 영역에 걸쳐 문제가 나타나는 교차성 때문에 정치경제적으로도 다양한 개념에 대한 이해가 필요하며 이를 바탕으로 협상 및 체제 확립 등의 정치적 과정을 수행해야 한다[155].
- 기후변화를 단순하게 '전세계적' 위협으로만 인식하는 것: 기후변화에 따른 정책 수립과 협치 노력은 전 세계적인 규모로 추진된다. 국제 협약의 발전으로 세계 곳곳에서 정치적 행동이 점진적으로 이루어지고 있지만, 이러한 국제적으로 주도하는 기후변화 문제 협치는 특정 국가 또는 하위 국가 상황에 적절한 해결책을 제공하지 못할 수 있다. 또한 개발을 이야기할 때 기후변화와 빈부격차에 따른 형평성 문제, 지구 환경 정의의 문제가 꾸준히 제기되고 있으며 이에 따라 정의로운 국제 체제를 필요성이 강조되고 있다. 이러한 맥락에서 기후변화는 국제 정치의 존재가 필요한 전세계적 위기일 뿐만 아니라 국가 또는 하위 국가 정부가 해결해야 할 과제이기도 하다. 기후변화의 정치경제학을 이해하는 것은 국제적으로 수립된 정책을 특정 국가 및 하위 국가 정책 맥락에 맞게 응용하는 것을 말하며, 이는 기후변화에 대처하고 환경 정의를 달성하는 데 중요한 관점을 제공한다[155].
- 기후변화 금융의 성장: 최근 몇 년간 기후변화 분야에서 금융의 흐름이 증가하고 자금 조달 체계가 발전했음을 확인할 수 있다. 2010년 멕시코 캉쿤에서 열린 유엔 기후변화 회의에서 선진국들은 기후변화 적응과 완화 기술을 지원하기 위해 개발도상국에 상당한 금액을 투자했다. 선진국과 개발도상국 간 공식 개발 원조, 친환경 시설 등은 UNFCCC를 포함한 다양한 경로를 통해 이루어진다[159]. 또한, 점점 더 많은 공공 기금은 개발도상국의 기후변화에 대처하기 위해 투자를 진행하고 있다. 예를 들어, 일부 저소득 국가의 기후변화 적응과 미래의 금융 흐름 대비를 위해 기후 회복력 시범 프로그램이 더욱 통합적이고 확장된 접근 방식으로 진행된다. 또한, 개발도상국에 투자된 기후변화를 위한 금융은 전통적인 원조와는 다르게 볼 수 있는데 개발도상국과 선진국의 '공통적이지만 차별화된 책임'에 대한 서로 다른 해석 때문이다[160][161]. 결과적으로, 전통적인 공여국-수혜국 관계를 깨는 지배 구조의 변화가 불가피하다. 이러한 맥락에서, 기후변화 분야에서 금융 흐름의 정치 경제 과정에 대한 이해는 자원 이전을 효과적으로 관리하고 기후변화에 대처하기 위해 매우 중요할 것이다[155].
- 기후변화에 대응하는 다양한 이념: 오늘날 기후변화 분야에서 이루어진 정책과 조치는  대부분 과학과 기술만을 우선으로 고려해 진행되었는데, 이는 과학이 정책 수립의 핵심토대라는 인식 때문이다[162]. 결과적으로, 비정치적인 측면에서 기후변화를 해결하기 위한 기술 집약적이고 관리적인 접근법만 고려하는 경향이 있다. 이러한 비정치적 중심 사고는 기후변화 해결책을 인식하는 데에 큰 차이를 가져오며, 기후변화에 대응하는 의사 결정에도 큰 영향을 미친다[163]. 한편, 정치경제적 관점에서 이러한 문제를 탐구하는 것은 "기후변화를 다루는 데 있어 정치와 의사 결정 과정의 복잡성, 자원의 희귀함에 근거하는 권력 관계, 그리고 기술 채택을 가능하게 하는 맥락적 조건"을 더 잘 이해할 수 있는 기회를 제공한다[155].
- 환경-경제적 절충점을 고려하지 않은 기후변화 적응 정책이 낳은 의도치 않은 부정적 결과: 기후변화에 대한 성공적인 적응은 경제적, 사회적, 정치적으로 경쟁하는 이해 관계자들의 균형을 필요로 한다. 그러한 균형이 없다면, 의도하지 않게 해로운 결과를 나을 수 있는데, 해로운 결과가 이미 일어난 상황에서 환경적인 이점을 낳는 결과로 전환하는 것은 굉장히 어렵다. 예를 들어, 탄자니아의 산호초를 보호하려는 노력은 지역 마을 주민들이 전통적인 어업 활동에서 더 높은 온실 가스 배출량을 생산하는 농업으로 전환하도록 강요했다[121].

#### 사회경제적 제약
기후변화를 이해하고 대처하는 데 있어서 사회정치적 제약을 언급하지 않을 수 없는데 정치경제학은 대개 이러한 제약의 토대를 이루고 있다.
- 국가의 취약성에 따른 문제: 갈등 전후 상태, 국가 운영 상황 등으로 정의되는 취약한 국가는 일반적으로 기후변화를 효과적으로 대비할 수 없다. 국가가 제대로 된 기능을 하지 못할 때 생기는 권력과 사회적 형평성의 문제는 기후변화에 따른 영향을 악화시킨다. 취약한 국가의 상황을 고려할 때, 정치경제학적 접근법은 국가의 역량과 회복력을 저지하는 것은 무엇인지 더 깊이 이해할 수 있으며, 이를 통해 취약한 역량, 국가 건설 및 갈등과 관련된 문제를 기후변화의 맥락에서 더 잘 해결될 수 있다.
- 통치 체계 부족: 저조한 역량을 가진 국가들에서는 종종 국가적 자원의 배분과 사용에 한 의사결정이 형평성과 법에 기반을 두기보다는 비공식적 관계와 사적 이해관계에 의해 이루어 진다. 이러한 의사결정 구조는 정치제도와 사회구조가 합리적으로 작동하는 것을 방해하기 때문에 기후변화에 대한 효과적인 대응을 역시 방해한다. 따라서 공식 국사 기관에 따른 절차를 우선하는 개혁을 채택하는 것이 매우 중요하다.
- 사회 변화의 어려움: 저개발국의 발전적 변화는 무수히 많은 개인이 모인 집단에서 장기적으로 진행되기에 그 속도가 매우 느리다. 사회가 집단적으로 복지 향상에 노력할 수 없는 점, 기술적이고 사회적인 독창성의 부족, 혁신과 변화에 대한 저항과 거부 등을 포함한다. 기후변화의 맥락에서 이러한 문제는 기후변화 의제의 추진을 상당히 방해한다. 저개발국에서 정치 경제적 관점을 취하는 것은 기후변화 적응 의제의 실행을 기대할 수 있는 기반을 마련하는 변환과 발전을 촉진하기 위한 유인을 이해하고 창출하는 데 도움이 될 수 있다.

### 중점적인 연구
Brandt와 Svendsen(2003)은 유럽 연합이 기후변화를 위한 정책을 수립할 때 교토 의정서 목표 수준을 이행하기 위해서 Hillman(1982)의 정치적 지원 함수 모형에 기초한 정치경제 개념틀을 소개한다. Hillman의 개념틀에서는 기후변화 정책은 이해관계자 집단의 상대적 강점에 의해 결정된다고 밝힌다. Brandt와 Svendsen은 상이한 이익 집단, 즉 산업 집단, 소비자 집단 및 환경 집단의 서로 다른 목적을 검토함으로써 EU가 기후변화 정책을 위해서 복잡한 상호작용을 설명한다.
European Bank for Reconstruction and Development의 보고서(2011)는 정치경제학적 접근을 통해 어떤 국가들은 기후변화 정책을 채택하는 반면, 다른 국가들은 채택하지 않는 이유를 설명하였다 특히 계획 경제에서 시장 경제로 전환되는 많은 나라들에서 기후변화 정책을 채택하지 않는 특징이 두드러졌다. 이 연구에서 기후변화 완화를 위한 요인들을 이해하기 위해 계획 경제에서 시장 경제로 전환하는 시점에 있는 나라의 다양한 정치경제학적 측면을 분석한다. 주요 결론은 다음과 같다:
- 민주주의의 수준이 기후변화 정책 채택의 주요 동인이 아니며, 이는 국가의 정권에 따라 특정 세력이 기후변화 완화에 더 기여하고 덜 기여하는 것은 아니라는 것을 의미한다.
- 기후변화 원인에 대한 대중의 인식이 높은 국가들은 기후변화 정책을 채택할 가능성이 상당히 높기 때문에, 특정 국가의 기후변화 위협, 국가의 교육 수준, 매체의 독립성 등을 토대로 형성된 기후변화에 대한 대중의 인식은 기후변화 정책 채택에 매우 중요한 요소이다. 따라서 기후변화의 시급한 위협에 대한 대중의 인식을 제고하고 국가 내 정보 비대칭을 방지하는 데 초점을 맞추어야 한다.
- 국제적으로 탄소 배출량을 감축하라는 압력이 증가하는 가운데 계획 경제에서 시장 경제로 체제를 전환하는 국가는 국내 정치에서 더 견고한 정당성을 얻게 될 것이며, 이는 국가의 경제성 다각화를 촉진하고 세계 경제 위기의 기저에 있는 경제적 약점을 해결하는 데 도움이 될 수 있다.

Tanner와 Allouche(2011)는 기후변화의 정치경제를 분석하기 위한 새로운 개념의 틀을 제안하는데, 이 틀은 기후변화 정책 과정과 결과에 초점을 맞추고 있다. 새로운 정치경제 접근법은 다양한 이념과 주체를 간과한 전통적인 정치경제적 관점을 보완한다. 저자들은 기후변화의 정치경제 정책 과정의 단계에서 각각의 세 가지 렌즈, 즉 아이디어와 권력 및 자원이 우세한 경향이 있으며, "개념화 단계에서는 아이디어와 이념, 협상 단계에서는 권력과 자원, 이행 단계에서는 제도적 역량과 지배 체제"가 우세하다고 가정한다. 이러한 요소들이 국제 기후변화 정책의 공식화와 국가 및 하위 국가 정책 맥락으로의 변환에 중요하다고 주장한다.
| 의제                 | 전통적인 정치경제적 관점           | 새로운 정치경제적 관점                     |
| -------------------- | ---------------------------------- | ------------------------------------------ |
| 정책 입안 과정       | 선형적, 증거에 입각한 접근         | 다층적, 이념과 주체, 권력 관계에 따른 접근 |
| 규모                 | 국제적, 국내적                     | 국제적 접근으로부터 국내적 접근으로의 이동 |
| 기후변화에 대한 연구 | 객관적인 과학 사실에 방점          | 과학 지식의 사회적 맥락 고려               |
| 자원 배분 문제       | 배분에 따른 자연스러운 결과        | 경쟁 중재를 위한 정치적 과정 고려          |
| 의사결정 과정        | 공동체적 행동과 현실주의, 지대추구 | 관념 및 보상 체계, 권력 관계               |

## 같이 보기
- 탄소배출권 거래
- 청정 개발 체제
- 기후변화의 경제적 영향
- 국제환경협약 목록